# 307 international

307 International est une agence de voyages japonaises basé à Tokyo s'occupant de circuits à destination de la République populaire de Corée (Corée du Nord). L'agence s'occupe également de circuits individuels ou en groupe à destination du Vietnam, du Laos, du Myanmar, du Cambodge, du Bhoutan et de la Thaïlande. Elle est inscrite au registre de la JATA. 

## Résumé
La principale activité de l’entreprise consiste à envoyer des touristes, japonais ou non, en Corée du Nord. En effet, c’est l’une des deux seules agences japonaises à y parvenir. Forte d’une expérience de plus de 20 ans, elle propose ainsi différents circuits vers la capitale Pyongyang mais également en dehors. 
L’agence s’occupe également des différentes procédures en matière de visa.  

## Accès
- Ligne JR
Gare de Hamamatsucho (Sortie A6, à 1 minute environ）
- Ligne Toei Oedo
Gare de Hamamatsucho （Sortie A6）

## Liens
- http://www.307.co.jp/french.html